# Jitrocel přímořský brvitý
Jitrocel přímořský brvitý (Plantago maritima subsp. ciliata) je rostlinný poddruh který jako jediný z variabilního druhu jitrocel přímořský roste v přírodě České republiky.

## Výskyt
Rozšířen je od středu Evropy přes Ukrajinu, Kavkaz, Střední Asii, jih západní Sibiře a Írán až do Mongolska a Číny. V Česku, které se nachází na západním okraji areálu výskytu, je velmi vzácnou rostlinou. Vyrůstá pouze ve dvou oddělených arelách, v severozápadních Čechách (Žatecko) a na jižní Moravě (Hustopečsko).

## Ekologie
Je hemikryptofyt rostoucí převážně v termofytiku na vlhkých zasolených loukách a slaniskách. Vyžaduje zásaditou půdu která je z jara zamokřená a během léta vysychá. Roste v halofilních trávnicích a poměrně dobře se dokáže vyrovnat s konkurenci jiných rostlin, snáší také sešlapávání. Jeho stanoviště jsou často odvodňována a měněna v louky nebo obdělávaná pole a proto se početní stavy jitrocele přímořského brvitého v ČR i okolních zemích výrazně snížily.

## Popis
Vytrvalá bylina s vícehlavým oddenkem z kterého vyrůstá vícero přízemních růžic s vystoupavými až přímými, tmavě zelenými až modravými listy o délkách 7 až 30 cm. Jejich masité, kopinaté až čárkovité čepele jsou vystoupavé až přímé, na bázi pozvolna přecházejí do řapíku a na vrcholu jsou dlouze zašpičatělé. Jsou bělavě chlupaté a mají tři až pět žilek.
Stvoly jsou vystoupavé nebo přímé, 10 až 30 cm vysoké, přitiskle chlupaté a na průřezu oblé. Na jejich vrcholech vyrůstají hustá klasovitá, vespod přerušovaná květenství dlouhá 5 až 15 cm s hustě chlupatým vřetenem. Oboupohlavné květy jsou čtyřčetné a rostou z paždí 2 mm vejčitých listenů. Zelené, nestejně široké, vejčité a hluboce členěné kališní lístky jsou 2 až 3 mm dlouhé, ve dvojicích srostlé, po okrajích mají blanité lemy a jejich okraje a vrcholy jsou nepravidelně chlupaté. Nažloutlé, široce vejčité, 4 až 5 mm dlouhé, na konci tupě špičaté korunní lístky tvoří 2 mm hnědavou trubku a jsou po okrajích porostlé brvitými chloupky. Z trubky vyrůstají čtyři uprostřed srostlé bělavé nitky tyčinek které vyčnívají z koruny ven, na koncích mají elipsoidní žluté prašníky 2 mm velké. Rostliny kvetou v červnu až srpnu. Protogynické květy jsou opylovány anemogamicky. Ploidie poddruhu je 2n = 12.
Plodem jsou krátce štětinaté, kuželovité nebo vejčité tobolky s víčkem asi 3 mm dlouhé. Obsahují obvykle jedno podlouhlé, tmavě hnědé, nepravidelně eliptické semeno 2 mm dlouhé. Do okolí jsou semena rozšiřována zoochoricky nebo hydrochoricky.

## Taxonomie
Druh jitrocel přímořský je velmi variabilní, dělí se na několik morfotypů lišících se délkou a šířkou listů a stvolů, tvarem listenů, cípů kalichu a laloků koruny i jejich oděním. Jitrocel přímořský brvitý je mimořádný svým brvitým okrajem kališních cípů, nominátní poddruh je má lysé. V okolních státech je tento poddruh někdy označován vědeckým jménem Plantago maritima subsp. salsa nebo jménem druhu Plantago salsa.

## Ohrožení
Jitrocel přímořský brvitý je v české přírodě na ústupu, značně ubylo lokalit na kterých pravidelně roste. Například zcela vymizel ze středních Čech, kde se v minulosti pravidelně vyskytoval. Jeho stavy se výrazně snížily především destrukcí nebo odvodněním tradičních stanovišť. Je proto zařazen mezi kriticky ohrožené druhy a to jak v "Červeném seznamu cévnatých rostlin ČR" (C1t), tak i v "Seznamu zvláště chráněných druhů rostlin" dle vyhlášky Ministerstva životního prostředí ČR č. 395/1992 Sb." (§1).